# Willie Nelson and Family
Willie Nelson and Family es el duodécimo álbum de estudio del músico estadounidense Willie Nelson publicado por la compañía discográfica RCA Records en 1971. Alcanzó el puesto 43 en la lista estadounidense de álbumes country.

## Lista de canciones
1. "What Can You Do to Me Now" (Willie Nelson, Hank Cochran) - 3:30
2. "Sunday Morning Coming Down" (Kris Kristofferson) - 5:50
3. "I'm So Lonesome I Could Cry" (Hank Williams) - 2:25
4. "Fire and Rain" (James Taylor) - 3:00
5. "Kneel at the Feet of Jesus" (Nelson) - 2:50
6. "I'm a Memory" (Nelson) - 2:25
7. "Yours Love" (Harlan Howard) - 3:04
8. "I Can Cry Again" (Nelson) - 3:00
9. "That's Why I Love Her So" (Nelson) - 2:33
10. "Today I Started Loving You Again" (Merle Haggard, Bonnie Owens) - 4:02

## Personal
- Willie Nelson - guitarra y voz.

## Posición en listas
| País           | Lista              | Posición |
| -------------- | ------------------ | -------- |
| Estados Unidos | Top Country Albums | 43       |